# Preproga iz Ardabila
Preproga iz Ardabila je ime dveh različnih slavnih perzijskih preprog, največje in najbolj znane zdaj v muzeju Victoria in Albert v Londonu. Prvotno sta bili dve domnevno enaki preprogi, londonska preproga, kot je bila obnovljena in rekonstruirana v 19. stoletju, pa uporablja dele obeh. Zdaj meri 1044 cm × 535,5 cm. Druga preproga, ki je zdaj v Muzeju umetnosti okrožja Los Angeles in je manjša s 718,82 cm × 400,05 cm , je bila sestavljena iz delov v ustreznem stanju neuporabljen za londonsko preprogo. Obe preprogi sta zdaj manjši (predvsem krajši), kot sta bili prvotno, v različnih zbirkah pa so še drugi fragmenti, ki so videti, da izhajajo iz procesa rekonstrukcije. Preproge imajo tipično tabrizško zasnovo, z enim osrednjim medaljonom in manjšimi, okrasnimi vzorci okoli. Takšni medaljoni in oblike so bili osrednjega pomena pri oblikovanju in realnosti perzijskih vrtov, običajnega simbola raja za privržence islama.
Kartuša na londonski preprogi vsebuje datum AH 946 ali 1539-40, ki naj bi bil najzgodnejši datum na kateri koli perzijski preprogi.

## Oblika
Osnova je svilena z volno in gostoto vozlov 47–54 vozlov na kvadratni centimeter. Velikost londonske preproge je 1044 cm × 535,5 cm, kar ji skupaj daje približno 26 milijonov vozlov. Na preprogah je napis: dvostih iz gazala perzijskega mitskega pesnika Hafisa Širazija in podpis. Napis se glasi:
Nimam zatočišča na svetu razen tvojega praga.
Za mojo glavo ni zaščite razen teh vrat.
Delo služabnika praga Maqsuda iz Kašana leta 946.
Prevajanje tega datuma v krščanski koledar kaže, da je bila preproga tkana v letih 1539–1540 med vladavino šaha Tahmaspa I., enega velikih podpornikov tkanja preprog.
Zasnova osrednjega medaljona spominja na notranjo stran kupole mošeje Šejka Lotfolaha v Isfahanu, z dvema različno velikima motivoma svetilk, ki obkrožata zasnovo, kar je zdaj velja kot namerna uporaba grafične perspektive, saj če pogledamo s konca kjer je manjša svetilka se zdita obe enake velikosti. Vendar pa obstaja razprava zaradi dejstva, da ni dokaza, da je bila grafična perspektiva uporabljena v Iranu v 1530-ih; nekateri zgodovinarji in kritiki namesto tega verjamejo, da sta svetilki tisti, ki sta bili takrat najdeni v mošejah ali svetiščih. Obroba je ustvarjena iz kartuš, napolnjenih z okraski in kaligrafijo, ki že dodelanemu slogu dodaja še več podrobnosti.
Vzorce za prestižne preproge je dobavil dvorni atelje umetnikov, kjer so oblikovali tudi rokopise, vzorce ploščic na stavbah in druge medije, ki so dali enoten slog elitni safavidski umetnosti. Modeli so bili nato kopirani in prilagojeni za manjše preproge za širši trg. Oblikovanje teh preprog ni značilno za kasnejše preproge iz Ardabila, temveč za izdelke najfinejšega safavidskega tkanja z vplivom rokopisnega slikarstva.
- Vogal, London
- Del s kartušo, London
- Detajl roba, Los Angeles
- Svetolka, Los Angeles

## Zgodovina
Dokončane po približno štirih letih tkanja med vladavino safavidskega šaha Tahmaspa I. v letih 1539-40, verjetno v Kãshãnu, preproge veljajo za nekatere najboljše v klasični iranski (perzijski) šoli ustvarjanja preprog. Glede na tradicionalno zgodbo, o kateri zgodovinarji zdaj precej dvomijo, [4] ko sta bili novi in postavljeni v grobnici šejka Safija v Ardabilu, vendar sta postali močno obrabljeni in sta bili leta 1890 prodani britanskemu trgovcu, ki je obnovil eno od preprog z uporabo druge in nato obnovljeno prodal v muzej Victoria and Albert. 
Mnogi strokovnjaki zdaj dvomijo, da sta bili preprogi narejene za Ardabil; če drugega ne, ne bi pristajali v tamkajšnje svetišče. Prav tako se ne ujemata z nobeno preprogo, opisano v inventarju svetišča iz leta 1795. Po drugi strani pa bi se pri domnevni prvotni velikosti prilegali v prostor v pomembnejšem svetišču imama Reze v Mašhadu.
To preprogo je prodajalec Edward Stebbing iz Richardson and Company prodal kot Sveta preproga mošeje v Ardebilu,[b] s poudarkom na »izjemnosti preproge in njenega izvora kot izdelka kraljevega ateljeja Safavidov šaha Tahmaspa I., narejeno za dinastično svetišče Safavidov v Ardabiku.« William Morris je svetoval V&A pri nakupu: »William Morris je bil kot eden od umetniških recenzentov V&A tisti, ki je prepričal muzej, da s pomočjo javne naročnine zbere, takrat veliko vsoto 2000 funtov za nakup preproge marca 1893.« Morris je v pismu Thomasu Armstrongu zapisal, da »nima primerjave«. Postopoma se je razglasilo, da obstaja druga preproga iz Ardabila. Ko je  Muzej Viktorija in Albert začel leta 1914 preverjati kos, je bilo zgodovinsko soglasje, da so prilagoditve na trenutnem losangeleškem Ardabilu za popravilo londonskega Ardabila, ko je Ziegler and Company, prvi kupec preprog od perzijskega prebivalca Hildebranda Stevensa, ki naj bi uporabljal Tabriz ali turške obrtnike. Druga preproga iz  Ardabila je imela vidne spremembe v svoji strukturi, robovi so bili zamenjani v na novo stkano ozko linijo, medtem ko je bila londonska temeljito obnovljena. O tem so govorili zgodovinarji tistega časa in navedli: »Najvišja tržna vrednost je bila za celotne preproge, ne pa za poškodovane ali drobce. Londonska preproga je bila "izjemno umetniško delo" in, kot je dejal Morris, resničnega zgodovinskega pomena, vendar je bila ogrožena, da bi ustrezala tržnim vrednostim poznavalca umetnosti 19. stoletja.« Preproga je bila desetletja razstavljena na steni. Od leta 2006 je razstavljena vodoravno v posebnem steklenem paviljonu v središču galerije Jameel, soba 42 islamske umetnosti. Osvetlitev je zelo slaba, da se prepreči bledenje, in se vsako uro za kratek čas poveča.
Drugo »skrivno« preprogo, manjšo, zdaj brez roba in z manjkajočim delom polj, sestavljeno iz preostalih uporabnih delov, so prodali ameriškemu poslovnežu Clarenceu Mackayu in so si jo bogati kupci več let menjali. Ko je šla skozi umetniške zbirke Mackay, Yerkes in De la Mare, je bila na koncu razkrita in leta 1931 prikazana na razstavi v Londonu. Ameriški industrialec J. Paul Getty jo je videl in nekaj let pozneje kupil od lorda Duveena za približno 70.000 dolarjev. Na Gettyja so se obrnili agenti v imenu egiptovskega kralja Farouka, ki je ponudil 250.000 $, da bi jo lahko dal kot poročno darilo njegovi sestri in iranskemu šahu. Getty je kasneje preprogo podaril Muzeju znanosti, zgodovine in umetnosti okrožja Los Angeles v Exposition Parku v Los Angelesu. Občasno so se na trgu pojavili tudi drugi drobci. Gostota vozlov je dejansko večja na preprogi v Los Angelesu. Zdaj je v Muzeju umetnosti okrožja Los Angeles v Los Angelesu. Leta 2003 so jo očistili in obnovili Textile Conservation Studios Royal Collection v palači Hampton Court v bližini Londona.

## Kopije
Preproga iz Ardabila je bila izvirna v oblikovanju, čeprav v slogu nekaterih drugih perzijskih preprog istega obdobja. Bila je predmet številnih kopij, od majhnih preprog do največjih. Na Downing Streetu 10 (urad britanskega premierja) je "Ardabil" in celo Adolf Hitler je imel "Ardabil" v svoji pisarni v Berlinu. Komercialne kopije preproge za prodajo se gibljejo od 200 do 45.000 $